# 黑口鶉螺
黑口鶉螺（学名：Tonna melanostoma）为鶉螺科鶉螺屬下的一个种。

## 扩展阅读
- 維基物種上的相關：黑口鶉螺